# 4200 Shizukagozen
4200 Shizukagozen eller 1983 WA är en asteroid i huvudbältet som upptäcktes den 28 november 1983 av de båda japanska astronomerna Takeshi Urata och Yoshiaki Banno i Karasuyama. Den är uppkallad efter Shizuka Gozen.